# 김민제 (희극인)
김민제는 대한민국의 희극 배우이다.

## 출연작

### 방송
- 웃찾사 (SBS)
- 개그투나잇 (SBS)

### 웃찾사 시즌1
- 너구리 완전정복 (2007)
- 아무것도 아니야 (2008)
- 좋은친구들 - 선도부 (2009)
- 선도부 (2009~2010)
- 남자는 몰라 (2009)
- 맨발의 청춘 (2009)

### 개그투나잇
- 한사장 (2011~2012)
- 더 레드 (2011~2012)
- 관심 좀 갖자 (2012)
- 연관검색어 (2012~2013)
- 팬클럽 (55회~ 57회)

### 웃찾사 시즌2
- 연관검색어 (2013)
- 강남엄마 (2013)
- 내.남.자. (내가 모르는 남자들의 자세한 이야기)(2013)
- 좋아요 (2014)
- 극과 극 - 서울놈과 시골놈 (2014)
- 부산특별시 (2013~2014)

### 웃찾사 레전드매치
- 만호형님 (2017.03.22 ~ 2017.04.12)